# Bandeiras da Casa Branca

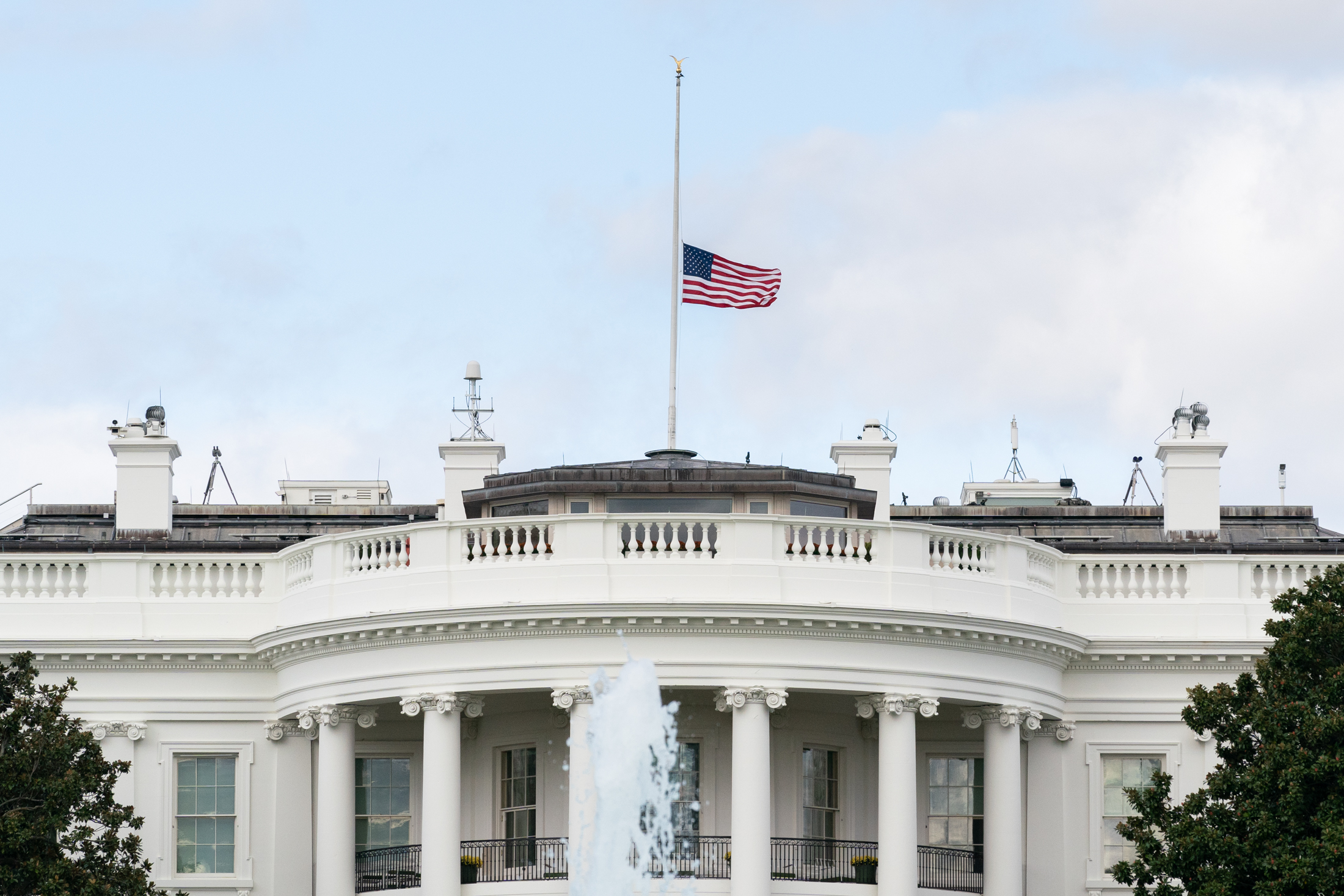
A bandeira dos EUA no topo da Casa Branca voando a meio mastro em 2019 em homenagem a Elijah Cummings; a bandeira dos Estados Unidos no topo da Casa Branca costuma ser hasteada a meio mastro para comemorar certos eventos, como a morte de pessoas importantes.

A Casa Branca em Washington, D.C., é a residência oficial do presidente dos Estados Unidos. Sendo a residência oficial do chefe de Estado dos Estados Unidos, ela hasteia a bandeira dos Estados Unidos em um mastro no telhado. A bandeira dos Estados Unidos é hasteada 24 horas por dia e sete dias por semana.

## História
Como residência oficial do chefe de estado dos Estados Unidos, a bandeira nacional dos Estados Unidos é permanentemente exibida no mastro da cobertura da Casa Branca. Ao contrário do equívoco popular, a bandeira dos Estados Unidos não é baixada ou removida do mastro quando o presidente dos Estados Unidos sai do prédio, mas permanece voando. Isso tem sido o caso desde setembro de 1970, quando o então presidente Richard M. Nixon determinou essa prática por sugestão de sua esposa e primeira-dama, Pat Nixon.

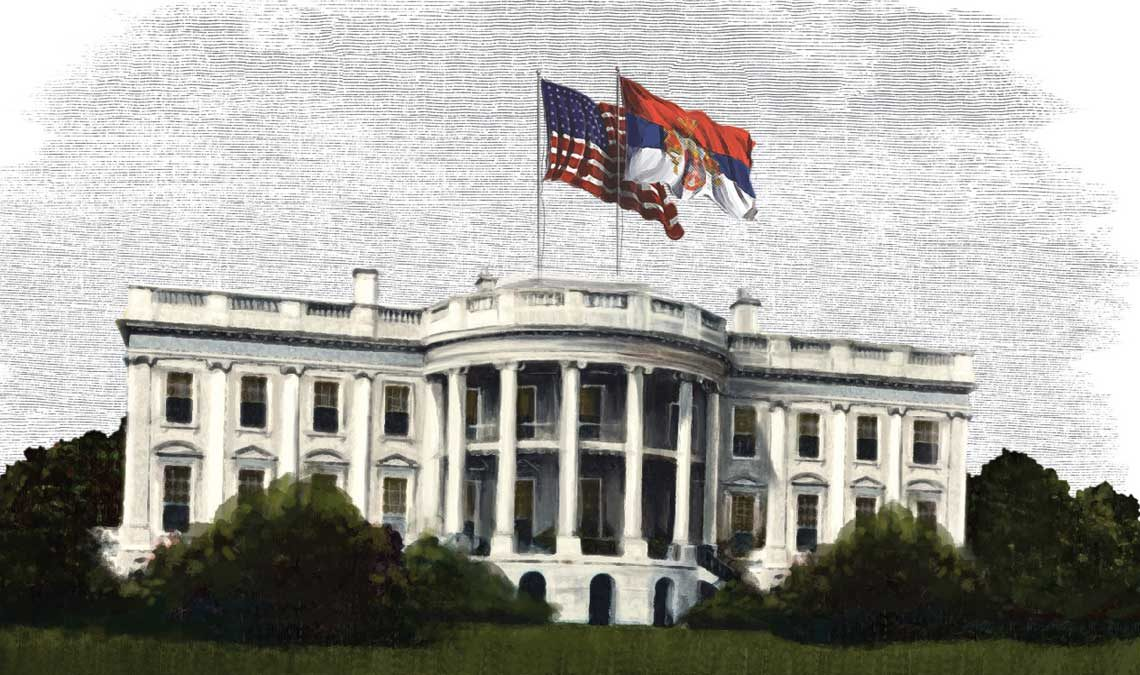
Representação artística de um evento de julho de 1918, no qual uma bandeira sérvia foi hasteada sobre a Casa Branca ao lado da dos Estados Unidos em uma demonstração de solidariedade durante a guerra; as únicas bandeiras não americanas que já foram hasteadas na Casa Branca são as da Sérvia e da França.

Além da bandeira dos Estados Unidos, outras bandeiras foram hasteadas ocasionalmente no mastro do telhado da Casa Branca. As únicas bandeiras estrangeiras que foram hasteadas são as da Sérvia e da França, a primeira hasteada ao lado da bandeira dos Estados Unidos em julho de 1918 como uma demonstração de solidariedade dos Estados Unidos para com o povo sérvio durante a Primeira Guerra Mundial, e a última em julho de 1920 para comemorar o Dia da Bastilha francesa.
A bandeira dos Estados Unidos exibida no mastro do telhado no topo da Casa Branca é frequentemente baixada a meio mastro sob a direção do presidente dos EUA para comemorar uma determinada ocasião ou objeto, como uma pessoa ou pessoas importantes para os Estados Unidos. Que morreram recentemente (como figuras políticas proeminentes como senadores e congressistas dos EUA).